# 국립일제강제동원역사관
국립일제강제동원역사관(國立日帝强制動員歷史館, National Memorial Museum of Forced Mobilization under Japanese Occupation)은 '대일항쟁기 강제동원 피해조사 및 국외강제동원 희생자 등 지원에 관한 특별법'에 따라 대한민국 행정안전부가 설립하고 일제강제동원피해자지원재단이 운영하는 박물관이다.

## 조직
관장
- 학예연구부
- 교육홍보부

## 같이 보기
- 대한민국의 박물관과 미술관 목록
- 대한민국의 국립 박물관 목록